# Benedikt Wilhelm von Ahlefeldt
Benedikt Wilhelm von Ahlefeldt, auch Bendix Wilhelm von Ahlefeldt (* 11. August 1678; † 10. Februar 1748) war Herr auf Gut Kaden, Major und Landrat.

## Leben
Seine Eltern waren Wilhelm von Ahlefeldt (* 30. November 1646; † 30. November 1717) und dessen Ehefrau Anna Emerentia, geborene von Rumohr (* 8. September 1656; † 4. Mai 1721).
Ahlefeldt war Herr auf Kaden und Klein Nordsee bei Kiel. Er war Major bei den Dragonern in Holstein und später Landrat. Ahlefeldt war einer der ersten der neben Hans zu Rantzau die Leibeigenschaft auf seinen Gütern abschaffte. 
1717 wurde er auf Präsentation des Domdekans Johann von Wickede Domherr im Lübecker Domkapitel. Am 14. November 1727 verzichtete er gegen Zahlung von 4400 Reichstalern zuzüglich Unkosten zu Gunsten des noch minderjährigen Carl Friedrich von Clausenheim auf die Präbende.

## Familie
Im Jahr 1704 heiratete er Magdalena von Rantzau (1681–1754), die Tochter des geheimem Rats und Ritter des Dannebrog-Ordens Cai von Rantzau auf Neuhaus und dessen Frau Catharine Margaretha von Blome. Sie brachte 70.000 Thaler Mitgift in die Ehe. Zusammen hatten sie fünf Kinder:
- Anna Emerentia (* 3. Juli 1705; † 1755) ⚭ Detlef Brockdorf, Herr auf Rohlstorf (* 11. Juli 1708; † 16. September 1790), geheimer Konferenzrat, Ritter des Dannebrogordens
- Catharina Magaretha (* 14. September 1706; † 6. Januar 1773) ⚭ Viktor August von Vieregge (* 1698; † 8. Oktober 1763), Herr auf Rossewitz[2]
- Adelheid Benedikta (* 26. April 1707; † 5. Februar 1743)
- Wilhelmine (* 21. Juni 1709; † 22. Februar 1723)
- Wilhelm (* 24. November 1710; † 10. Oktober 1754) ⚭ Benedikta Christina Charlotte von Schmettau (* 5. Juni 1720; † April 1758), Eltern von Cay Wilhelm von Ahlefeldt